# Shannon (Sängerin)
Shannon (* 2. Mai 1958 in Washington D.C. als Brenda Shannon Greene) ist eine US-amerikanische Sängerin.
Greene wuchs in Brooklyn, N.Y. auf und wurde im Alter von 20 Jahren als Sängerin Mitglied des New York Jazz Ensemble. Der Hit Let the Music Play aus dem Jahr 1983 verschaffte ihr den kommerziellen Durchbruch als Shannon. Die folgende Single Give Me Tonight erreichte mittlere Chartpositionen. Bis 1986 folgten weitere Platten, die es zum Teil in die Dance- und unteren Regionen der R&B- und Pop-Hitlisten brachten. Danach verlor sie ihren Plattenvertrag. Erst in den letzten Jahren machte sie mit gelegentlichen Veröffentlichungen wieder auf sich aufmerksam.

## Diskografie

### Studioalben
| Jahr | Titel                 | Höchstplatzierung, Gesamtwochen, AuszeichnungChartplatzierungen (Jahr, Titel, Platzierungen, Wochen, Auszeichnungen, Anmerkungen) | Höchstplatzierung, Gesamtwochen, AuszeichnungChartplatzierungen (Jahr, Titel, Platzierungen, Wochen, Auszeichnungen, Anmerkungen) | Höchstplatzierung, Gesamtwochen, AuszeichnungChartplatzierungen (Jahr, Titel, Platzierungen, Wochen, Auszeichnungen, Anmerkungen) | Höchstplatzierung, Gesamtwochen, AuszeichnungChartplatzierungen (Jahr, Titel, Platzierungen, Wochen, Auszeichnungen, Anmerkungen) | Höchstplatzierung, Gesamtwochen, AuszeichnungChartplatzierungen (Jahr, Titel, Platzierungen, Wochen, Auszeichnungen, Anmerkungen) | Anmerkungen                                                                    |
| Jahr | Titel                 | DE | CH | UK | US | R&B | Anmerkungen                                                                    |
| ---- | --------------------- | --- | --- | --- | --- | --- | ------------------------------------------------------------------------------ |
| 1984 | Let the Music Play    | DE35 (12 Wo.)DE | CH30 (3 Wo.)CH | UK52 (12 Wo.)UK | US32 Gold · (3 Wo.)US | R&B11 (33 Wo.)R&B | Erstveröffentlichung: 1. Februar 1984 Produzenten: Chris Barbosa, Mark Liggett |
| 1985 | Do You Wanna Get Away | — | — | — | US92 (16 Wo.)US | R&B39 (25 Wo.)R&B | Erstveröffentlichung: Mai 1985 Produzenten: Chris Barbosa, Mark Liggett        |

Weitere Studioalben
- 1986: Love Goes All the Way
- 1991: Part Time Lovers
- 1999: The Best Is Yet to Come
- 2007: A Beauty Returns

### Kompilationen
- 1994: The Collection
- 1994: The Ultimate Collection
- 1995: Dancefloor Artists Volume 8: The Best of Shannon
- 2004: Let the Music Play: The Best of Shannon
- 2007: Greatest Hits

### Singles
| Jahr | Titel Album                                                    | Höchstplatzierung, Gesamtwochen, AuszeichnungChartplatzierungen (Jahr, Titel, Album, Platzierungen, Wochen, Auszeichnungen, Anmerkungen) | Höchstplatzierung, Gesamtwochen, AuszeichnungChartplatzierungen (Jahr, Titel, Album, Platzierungen, Wochen, Auszeichnungen, Anmerkungen) | Höchstplatzierung, Gesamtwochen, AuszeichnungChartplatzierungen (Jahr, Titel, Album, Platzierungen, Wochen, Auszeichnungen, Anmerkungen) | Höchstplatzierung, Gesamtwochen, AuszeichnungChartplatzierungen (Jahr, Titel, Album, Platzierungen, Wochen, Auszeichnungen, Anmerkungen) | Höchstplatzierung, Gesamtwochen, AuszeichnungChartplatzierungen (Jahr, Titel, Album, Platzierungen, Wochen, Auszeichnungen, Anmerkungen) | Höchstplatzierung, Gesamtwochen, AuszeichnungChartplatzierungen (Jahr, Titel, Album, Platzierungen, Wochen, Auszeichnungen, Anmerkungen) | Anmerkungen |
| Jahr | Titel Album                                                    | DE | CH | UK | US | R&B | Dance | Anmerkungen |
| ---- | -------------------------------------------------------------- | --- | --- | --- | --- | --- | --- | --- |
| 1983 | Let the Music Play                                             | DE5 (16 Wo.)DE | CH23 (4 Wo.)CH | UK14 (17 Wo.)UK | US8 Gold · (24 Wo.)US | R&B2 (25 Wo.)R&B | Dance1 (19 Wo.)Dance | Erstveröffentlichung: 24. Oktober 1983 Autoren: Chris Barbosa, Ed Chisolm                                         |
| 1984 | Give Me Tonight Let the Music Play                             | DE26 (10 Wo.)DE | — | UK24 (7 Wo.)UK | US46 (13 Wo.)US | R&B6 (15 Wo.)R&B | Dance1 (17 Wo.)Dance | Erstveröffentlichung: Februar 1984 Autoren: Chris Barbosa, Ed Chisolm                                             |
| 1984 | Sweet Somebody Let the Music Play                              | DE46 (7 Wo.)DE | — | UK25 (8 Wo.)UK | — | — | — | Erstveröffentlichung: Juni 1984 Autoren: Ann Godwin, Curtis Josephs, Robbie Kilgore                               |
| 1984 | My Heart’s Divided Let the Music Play                          | — | — | — | — | R&B48 (9 Wo.)R&B | Dance3 (14 Wo.)Dance | Erstveröffentlichung: Juni 1984 in EU: B-Seite von Sweet Somebody Autoren: Ann Godwin, Chris Barbosa              |
| 1985 | Do You Wanna Get Away                                          | DE57 (7 Wo.)DE | — | — | US49 (15 Wo.)US | R&B13 (16 Wo.)R&B | Dance1 (12 Wo.)Dance | Erstveröffentlichung: März 1985 Autor: Chris Barbosa                                                              |
| 1985 | Stronger Together Do You Wanna Get Away                        | — | — | UK46 (6 Wo.)UK | — | R&B26 (12 Wo.)R&B | Dance25 (8 Wo.)Dance | Erstveröffentlichung: Juli 1985 Autoren: Curtis Josephs, Ed Chisolm                                               |
| 1985 | Urgent Do You Wanna Get Away                                   | — | — | UK84 (1 Wo.)UK | — | R&B68 (7 Wo.)R&B | — | Erstveröffentlichung: September 1985 Autor: Mick Jones Original: Foreigner, 1981                                  |
| 1986 | Prove Me Right Love Goes All the Way                           | — | — | — | — | R&B82 (3 Wo.)R&B | — | Erstveröffentlichung: Oktober 1986 Autoren: Allan Rich, Dorothy Sea Gazeley, Jeff Pescetto                        |
| 1987 | Dancin’ Love Goes All the Way                                  | — | — | UK91 (1 Wo.)UK | — | — | — | Erstveröffentlichung: Januar 1987 Autoren: Russell Taylor, Shannon                                                |
| 1997 | It’s Over Love –                                               | — | — | UK16 (10 Wo.)UK | — | — | Dance1 (12 Wo.)Dance | Erstveröffentlichung: November 1997 Todd Terry presents Shannon Autoren: Todd Terry, Shannon                      |
| 1998 | Move Mania Life Goes On                                        | DE56 (9 Wo.)DE | — | UK8 (12 Wo.)UK | — | — | Dance25 (9 Wo.)Dance | Erstveröffentlichung: November 1998 Sash! feat. Shannon Autoren: Ralf Kappmeier, Sascha Lappessen, Thomas Alisson |
| 2000 | Give Me Tonight (The 2000 A. D. Mixes) The Best Is Yet to Come | — | — | — | — | — | Dance3 (14 Wo.)Dance | Erstveröffentlichung: Februar 2000 Remixe: Dezrok, Hex Hector                                                     |
| 2000 | Let the Music Play 2000 –                                      | — | — | — | — | — | Dance32 (8 Wo.)Dance | Erstveröffentlichung: Juli 2000 Remixe: Junior Vasquez, Plasmic Honey                                             |
| 2002 | Let the Music Play (2002 Remix) –                              | DE83 (2 Wo.)DE | — | — | — | — | — | Erstveröffentlichung: März 2002 Remixe: Mhor or Less, Snapshot                                                    |

Weitere Singles
- 1984: It’s You
- 1986: Stop the Noise
- 1987: Criminal (Theme from Fatal Beauty)
- 1987: Love Goes All the Way
- 1992: Rain Song
- 1995: It’s Got to Be Love
- 1998: Let the Music Play ’98 (Qwest feat. Shannon)
- 2000: Pulsation (Illicit feat. Shannon)
- 2002: Megamix EP
- 2003: Thunderpuss Megamix
- 2016: I Got a Purpose